# Brenda Starr
Brenda Starr è un personaggio immaginario ideato nel 1940 da Dale Messick e protagonista della omonima serie a fumetti a strisce giornaliere e a tavole domenicali. Il successo della serie porta a realizzare due lungometraggi per il cinema nel 1945 e nel 1989 e uno per la televisione nel 1976 e, quando nel 1976 il personaggio si sposa, il presidente Gerald Ford le invia un telegramma di congratulazioni. Nel 1995 fu uno dei venti personaggi a fumetti inclusi nella serie commemorativa di francobolli statunitensi Comic Strip Classics. Nel 2010 la serie festeggia i suoi settant'anni di pubblicazione ininterrotta.

## Storia editoriale
La serie esordisce come tavola domenicale il 19 aprile 1940 e soltanto nel 1945 l'autrice, Dale Messick, per andare incontro alle richieste del pubblico comincia a disegnarne anche le strisce giornaliere fino al 1980, quando si ritira lasciandolo però continuare alla disegnatrice Ramona Fradon fino al 1995 e poi a June Brigman mentre i testi saranno affidati a Mary Schmich.

## Altri media
Cinema
- Brenda Starr, Reporter, regia di Wallace Fox (1945)[1]
- Brenda Starr - L'avventura in prima pagina (Brenda Starr), regia di Robert Ellis Miller (1989)[1]

Televisione
- Brenda Starr (lungometraggio, 1976)[1]
- Brenda Starr Reporter (episodio pilota, 1979)[1]